# Falcon Studios
A Falcon Family of Companies é a principal produtora de vídeos eróticos gays norte-americana desde a década de 1970. Sediada em San Francisco, Califórnia, EUA.

## História
Falcon produz videos e DVDs mostrando homens em actividades sexuais explícitas, no seu portifólio subdividem-se vários selos de distribuição de filmes.
A produtora Falcon produz e distribui conteúdo também através da FalconTV, Falcon Flix. A empresa licencia a marca Falcon para uma linha de acessórios de uso sexual.
Falcon é bastante conhecida pelas suas locações internacionais, alguns dos seus filmes foram realizados em Hilo, Hawaii, Paris (França), Sydney (Austrália), Nova Zelândia, Londres (Inglaterra), Los Angeles e San Francisco (Califórnia).
A produtora Falcon foi fundada por Charles (Chuck) Holmes em 1971, que morreu de complicações geradas por contaminação por AIDS em setembro de 2000. Tinha 55 anos. Holmes foi succedido na companhia por John Rutherford, tendo como vice-presidente Terry Mahaffey.
A produtora Falcon considera-se uma entidade filantrópica. Os seus lucros são doados para a Charles M. Holmes Foundation, que distribui recursos para organizações de caridade, incluindo entidades de atenção aos portadores de vírus da SIDA, a Human Rights Campaign, a Gay, Lesbian and Straight Education Network (GLSEN), o Gay & Lesbian Victory Fund e o Museu do Holocausto Norte-Americano. Em 2002, a fundação doou $1 milhão de dólares para o Centro Comunitário de Lésbicas, gays, bissexuais e transgéneros de São Francisco, tornando-se, com isso, a maior contribuinte única do grupo.

## Selos de distribuição
- Falcon Studios é a marca principal, com os vídeos de maior valor de produção e cuidado estético.
- Jocks Studios está direcionada para jovens modelos.
- Mustang 18 StudiosCF apresenta modelos maduros.
- Falcon International Collection apresenta trabalhos produzidos na Europa, principalmente com modelos nascidos nos países de leste do continente.
- Alone With Séries mostra entrevistas com os modelos e sessões solo, onde os actores se masturbam. Não apresenta sessões de sexo.

## Principais Nomes
Muitos dos mais famosos e notáveis modelos e directores começaram as suas carreiras na Falcon Studios, sendo alguns deles:
- Chi Chi LaRue
- Steven Scarborough
- Max Phillips
- Gerry Morales
- Tom Chase
- John Rutherford
- Michael Lucas
- Josh Weston

## Modelos da Falcon Studios
- Al Parker
- Árpád Miklós
- Billy Brandt
- Brad Patton
- Colby Taylor
- Sean Davis
- Roman Heart
- Jeremy Jordan
- Tristan Paris
- Ken Ryker
- Matthew Rush (exclusivo da Falcon)
- Josh Weston